# Leutardo I de Fezensac
Leutardo I de Fezensac (c. 765 - entre 813 e 816) foi conde de Paris e o 1.º conde de Fezensac as suas origens encontram-se na Casa dos girárdidas.
Em 781, Leutardo I é enviado por Carlos Magno ao ducado de Aquitânia onde permanece na comitiva de Luís, o Piedoso, rei da Aquitânia (781 - 814) e Imperador do Sacro Império Romano (814 - 840).
Em 801 Leutardo I vai com o imperador Luís, o Piedoso na expedição deste a Espanha a fim de participar na Tomada de Barcelona. Recebeu o Condado Fezensac o ducado de Aquitânia.
Foi o seu filho Girardo de Rossilhão quem lhe sucedeu-lhe como conde de Paris.

## Relações familiares
Foi filho do Gerardo I de Paris e de Rotruda de Tréveris, tida como filha de Carlomano, sendo portanto irmão de Etienne de Paris e de Begão de Paris (c. 755 ou 760 - 28 de outubro de 816) que foi conde de Paris, de Toulouse e marquês de Septimânia (Casa dos girárdidas).
Foi casado com Grimilda, de quem teve:
1. Engeltruda de Fezensac, esposa de Odão I de Orleães, e a mãe de Ermentrude de Orleães[3] que se casaria com o imperador Carlos, o Calvo,
2. Adalardo, o Senescal (mordomo do Império Carolíngio, durante o reinado de Luís, o Pio),
3. Girardo de Rossilhão (ou Girardo II de Paris), Conde de Paris, Conde de Rossilhão e conde de Vienne.